# Escut d'Òrrius
L'escut oficial d'Òrrius té el següent blasonament:
Escut caironat: d'atzur, un sautor ple d'argent al costat de 2 palmes d'or en pal. Per timbre una corona mural de poble.

## Història
Escut aprovat el 19 d'abril del 2001 i publicat al DOGC el 9 de maig del mateix any amb el número 3384.
Tant el sautor (o creu de Sant Andreu) com les palmes són elements tradicionals que fan referència al sant patró del poble.